# Jaime al IV-lea de Mallorca
Jaime al IV-lea de Mallorca (1336 - 20 ianuarie 1375) a fost un prinț catalan, permanent pretendent, dar fără succes, la tronurile Regatului Mallorca și Principatului Ahaia din 1349 până la moartea sa. A fost rege consort de Neapole, conte de Roussillon și conte de Cerdagne.

## Întemnițarea și căsătoria
Jaime era fiul lui Jaime al III-lea de Mallorca și al soției sale, Constance de Aragon. Tatăl său a fost ucis în bătălia de la Llucmajor în 1349, în timp ce încerca să-și recupereze regatul, iar Jaime al IV-lea a fost luat prizonier de către unchiul său, Petru al IV-lea de Aragon. Pretendent la Regatul Mallorca și Principatul Ahaia, Jaime a fost ținut într-o cușcă de fier la Barcelona până în 1362. A reușit să scape și s-a refugiat la Ioana I de Neapole, care îl ajutase pe tatăl său în ultima încercare asupra Mallorcăi.
Ioana, care nu avea copii și avea nevoie de moștenitori, s-a căsătorit cu Jaime pe 26 septembrie 1363, la Castel Nuovo. Probabil pentru a evita conflictele civile din primele două căsătorii, Ioana l-a exclus pe Jaime de la guvernare, prin contractul de căsătorie. Cu toate acestea, căsătoria s-a dovedit fără succes, cuplul neavând copii și văzându-se rar unul pe altul.

## Lupta pentru Mallorca
Jaime era determinat să-și recupereze posesiunile și a plecat curând în război cu Regatul Aragon. A fost învins și forțat să fugă la Bordeaux. Acolo, a câștigat sprijinul lui Eduard Prințul Negru, care spera că îl va restaura în Mallorca după restabilirea lui Petru cel Crud în Castilia. S-a alăturat invaziei din Castilia, luând parte la bătălia de la Nájera. A fost lovit de o boală îndelungată și severă în Valladolid. În imposibilitatea de a merge, nu a putut să părăsească orașul și a fost capturat de Henric al II-lea de Castilia. Răscumpărat de Ioana, el a revenit în Napoli pentru scurt timp, înainte de a pleca din nou.
Henric a lansat un război împotriva lui Petru al IV-lea de Aragon, iar Jaime spera să profite de acest lucru pentru a căpăta Roussillon și Cerdagne, porțiuni din regatul tatălui său. Cu toate acestea, Ioan de Gaunt a încheiat un armistițiu între Castilia și Aragon, iar întreaga greutate a forțelor din Aragon au căzut asupra lui Jaime. Învins din nou, a fugit în Castilia, unde probabil a murit otrăvit la Soria, pe 20 ianuarie 1375, la cea de-a 32-a aniversare de la urcarea pe tron a soției sale.